# Conan (gos)
Conan (2004 – maig de 2017) va ser un mastí anglès adoptat com a cadell per l'actual president d'Argentina Javier Milei el 2004 i va rebre el nom del personatge principal de la pel·lícula de 1982 Conan el Bàrbar. Milei, que mai es va casar i no té fills, va descriure a Conan com el seu millor amic i confident. Conan va morir de càncer de columna el 2017. Milei va clonar Conan el 2018, i Conan i els altres gossos des de llavors han guanyat l'atenció internacional durant la seva campanya presidencial argentina del 2023.

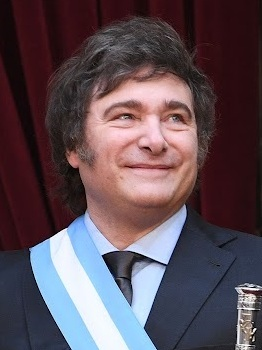
Javier Milei, el propietari de Conan.

## Vida
En Conan va néixer al voltant de 2004 i Milei el va acollir com a cadell aquell mateix any i el va tractar com a part de la família. Milei va dir que Conan era un dels seus "fills de quatre potes" i va dir al setmanari argentí Perfil el 2018 que Conan era "literalment un fill per a ell". També suposadament li va donar xampany a Conan.
Milei afirma que "ell i Conan van rebre una missió de Déu". Segons el diari La Nación, Milei afirma que "ell i Conan es van conèixer per primera vegada en una vida passada fa més de 2.000 anys com a gladiador i lleó al Colosseu romà i no els van colpejar perquè estaven destinats a unir forces en el futur, citant la seva campanya presidencial". El maig de 2017, Conan va morir d'un tumor a la columna. Pel que fa a la mort de Conan, Milei va declarar que en realitat no va morir (la va anomenar "la seva desaparició física" i va continuar referint-se a Conan en temps present), sinó que es va asseure al costat de Déu per protegir-lo, i que això era degut. pel mèrit que havia començat a tenir converses amb Déu mateix.
Milei va fer clonar el gos l'any 2018 i va anomenar els sis cadells resultants després del Conan original i dels economistes Milton Friedman, Murray Rothbard i Robert Lucas Jr.; dos d'ells porten el nom d'aquest últim. Un altre es deia Angelito. Milei va dir que va clonar en Conan perquè veia la clonació com "una manera d'apropar-se a l'eternitat". Per fer-ho, va anar a una clínica als Estats Units. Clonar el seu gos li va costar uns 50.000 dòlars. Milei no distingeix entre l'actual Conan clonat i l'original, ja que considera els dos cadells "com el seu fill i els altres cadells com els seus néts". Milei va dir que "es va comunicar amb els gossos" a través d'un místic i els va demanar consell. Per exemple, va assenyalar que el nou Conan proporciona idees sobre estratègia general. Robert és qui li fa "veure el futur i aprendre dels seus errors". Milton va ser responsable de l'anàlisi política i Murray de l'economia. Interrogat pel periodista d'El País Martín Sivak i Nicolás Lucca de Radio Rivadavia, Milei no ho va negar i va dir: "El que faig amb la meva vida espiritual i a casa és el meu negoci. Si en Conan m'assessora en política, vol dir que és el millor conseller de la humanitat". A més de les converses amb figures com Murray Rothbard i Ayn Rand, Milei va citar Conan com a inspiració per a la seva escriptura el 2015.

## Campanya presidencial 2023

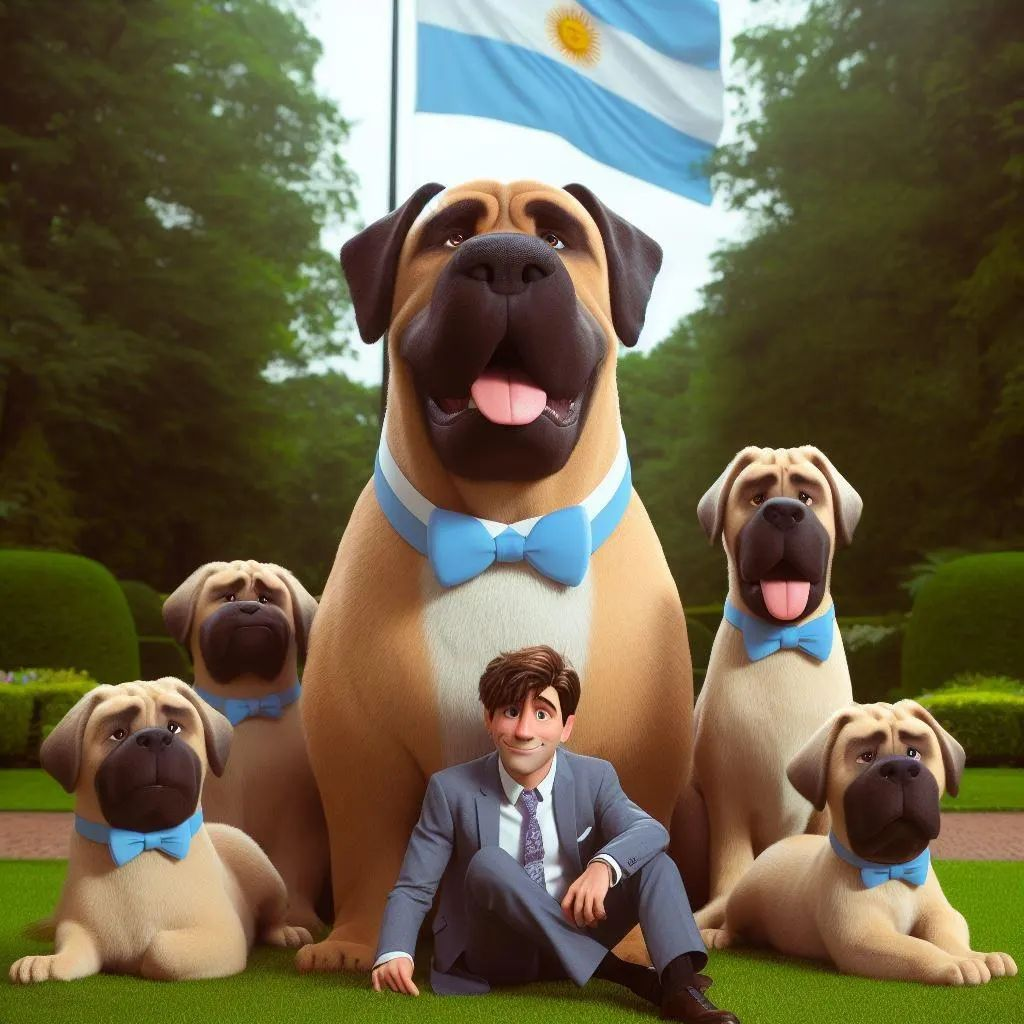
Imatge generada per IA de Milei i els seus gossos al seu compte d'Instagram, al qual es va referir com el seu "àlbum familiar" i que va ser la seva primera publicació a Instagram després de ser elegit president.

Milei va afirmar durant la campanya presidencial argentina de 2023 que va rebre consells polítics i de campanya dels seus gossos. Els va donar les gràcies després de la seva victòria a les primàries argentines.
En la seva inauguració com a president de l'Argentina, Milei va trencar amb la tradició d'utilitzar un bastó presidencial oficial tallat per l'orfebre Juan Carlos Pallarols, optant per un disseny gravat de Conan i els seus quatre clons. Segons el diari Clarín, Milei portarà els seus quatre gossos a la residència presidencial oficial Quinta de Olivos, fet que ha despertat preocupacions de seguretat entre el personal, ja que se sap que són "problemàtics". Milei va anunciar que la residència presidencial es renovaria per allotjar els quatre gossos acostumats a viure separats. Encara que el cost no s'ha confirmat, les renovacions costarien a l'estat 95 milions de pesos argentins, segons el diari Tiempo Argentino.